# Porttikoski (fors, lat 68,45, long 26,57)
Porttikoski är en fors i Finland.   Den ligger i landskapet Lappland, i den norra delen av landet, 900 km norr om huvudstaden Helsingfors. Porttikoski ligger 236 meter över havet.
Terrängen runt Porttikoski är huvudsakligen platt, men norrut är den kuperad. Porttikoski ligger nere i en dal.  Trakten runt Porttikoski är nära nog obefolkad, med mindre än två invånare per kvadratkilometer. Det finns inga samhällen i närheten. 